# Trebiža
De Trebiža is een rivier in Slovenië, gelegen in de statistische regio Gorenjska. De Trebiža is tevens een van de rivieren die de Zelencibron voedt.

## Verloop

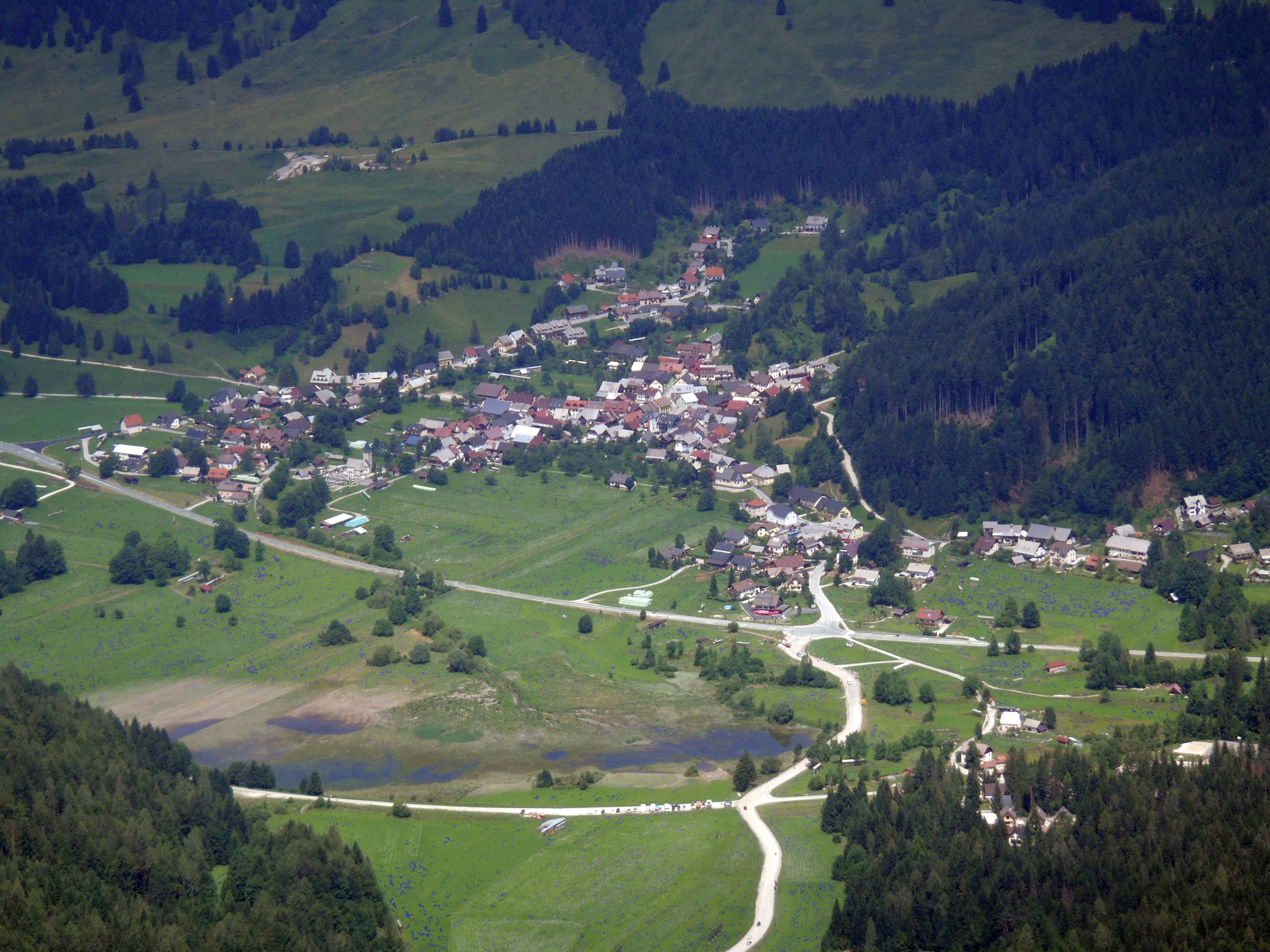
Het dorp Rateče, met op de voorgrond het Ledine-bassin, de plek waar de Trebiža de grond in zinkt

De Trebiža heeft haar begin in de Julische Alpen, ten noorden van Rateče. Het eerste deel van de Trebiža bevindt zich vooral in de bergen. Vervolgens stroomt ze verder en begint ook lager gelegen gebieden te bereiken. Ondertussen neemt ze veel zijbeken op, maar begint ondertussen wel al snel Zelenci te bereiken. Uiteindelijk bereikt de rivier het Ledine-bassin om, via een aantal ponoren die zich in het meer bevinden, te stromen door een ondergronds grottenstelsel om vervolgens bij Zelenci weer aan de oppervlakte te komen. Hier komt hij in het grottenstelsel de Nadiža tegemoet. Vervolgens zet hij zich hier uiteindelijk voort als de Sava Dolinka, daarna komt de Sava Dolinka uit in de Sava, de Sava mondt uit in de Donau om via deze rivier uiteindelijk in de Zwarte Zee te komen.